# 天頂瞭望臺
天頂瞭望臺（英語：SkyPoint Observation Deck）是一個位於澳大利亞黃金海岸Q1大廈頂部的觀景臺，前身為Q1觀景臺和QDeck，高度約230米（750英尺）。該景點目前由Ardent Leisure經營。

## 沿革
Q1大廈從2002年開始動工，經過三年的施工期於2005年完工。當Q1於2005年10月26日啟用時，由Sunland擁有和經營名為Q1觀景台的觀景平臺。 2006年，Q1觀景台被賣給了MFS集團，並在2000年代後期，被重新命名為QDeck。2009年MFS集團被接管後，Ardent Leisure休閒公司以1350萬美元購買了瞭望臺，並且花費100萬美元進行整修，並在2010年將其重新命名為天頂瞭望臺（SkyPoint），並在裡面打造博物館、劇院和休閒酒吧。
2011年9月26日，瞭望臺上的天頂攀登（SkyPoint Climb）開始規劃建設，總計成本超過300萬澳元。，2011年11月，Ardent Leisure開始為天頂攀登招聘工作人員，有超過100人申請12個職位 。2012年1月14日天頂攀登正式開放。
購買天頂瞭望臺後，Ardent休閒公司的報告顯示，截至2011年3月的9個月裡，利潤從170萬美元增加到493萬美元，這使該公司在截至2011年5月的11個月內獲得15.4%的資本回報。2012年，該公司開始與他們在黃金海岸的其他景點（夢幻世界遊樂園和激流世界）進行聯合售票。

## 天頂瞭望臺
天頂瞭望臺位于Q1大廈的77和78層，並且附有一個休閒酒吧。它是澳大利亞唯一的海濱觀景台，空間足夠容納約400人。它聳立在衝浪者天堂海灘上方230米處，由於天頂瞭望臺全層均為落地玻璃窗，因此觀眾可以360度俯瞰北部的布里斯本、西部的黃金海岸腹地、南部的拜倫灣和東部的太平洋。通往瞭望臺的高速電梯能在43秒內通過77層樓。

## 天頂攀登
天頂攀登是天頂瞭望臺提供的一種建築外部行走活動，遊客須支付額外的費用，在走上塔頂和繞過塔頂的過程中都會繫上安全繩，總計需經過298階的樓梯抵達塔頂，整個活動體驗約持續一個半小時 。

## 圖輯

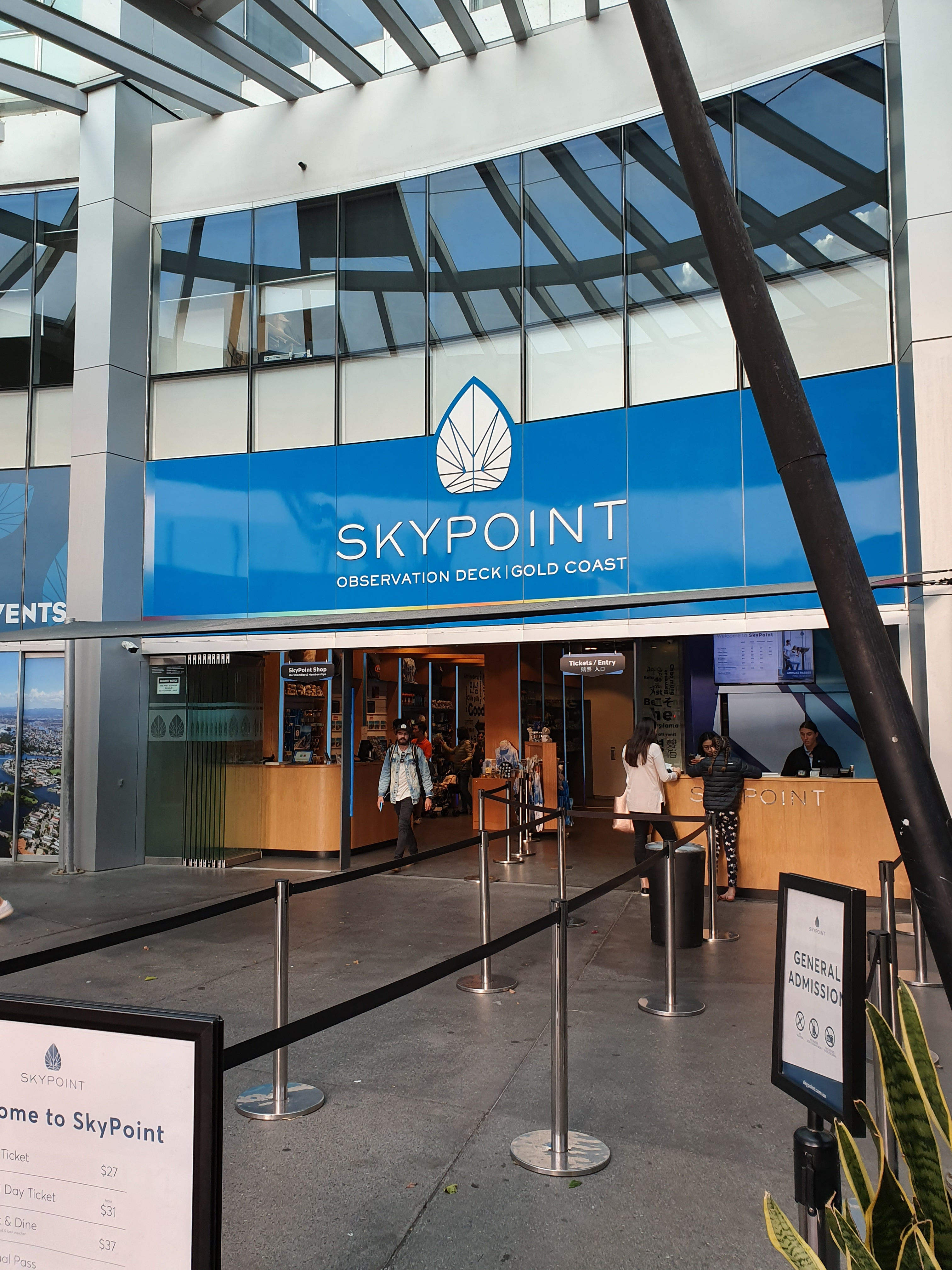
天頂瞭望臺入口
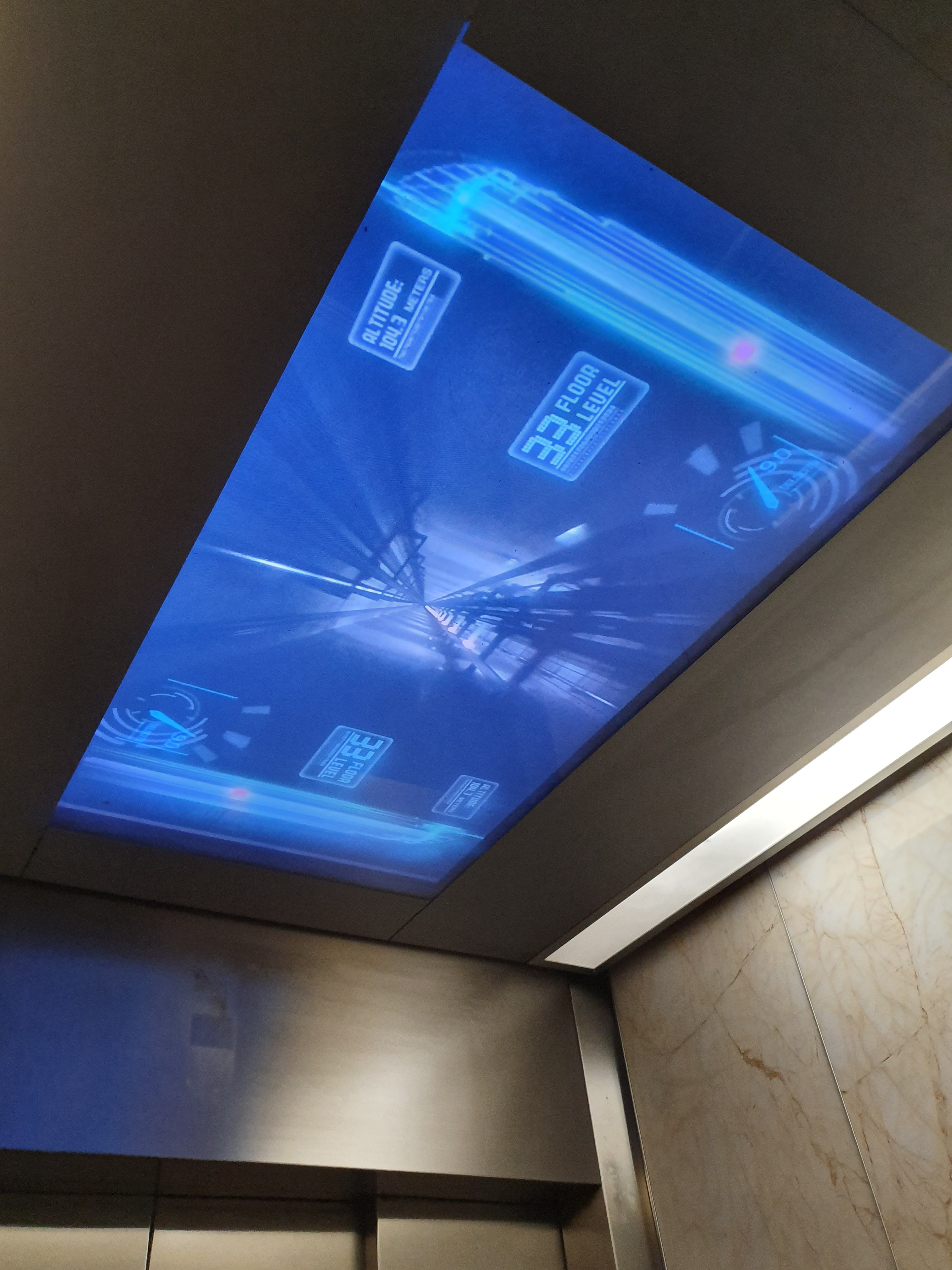
通往瞭望臺的電梯
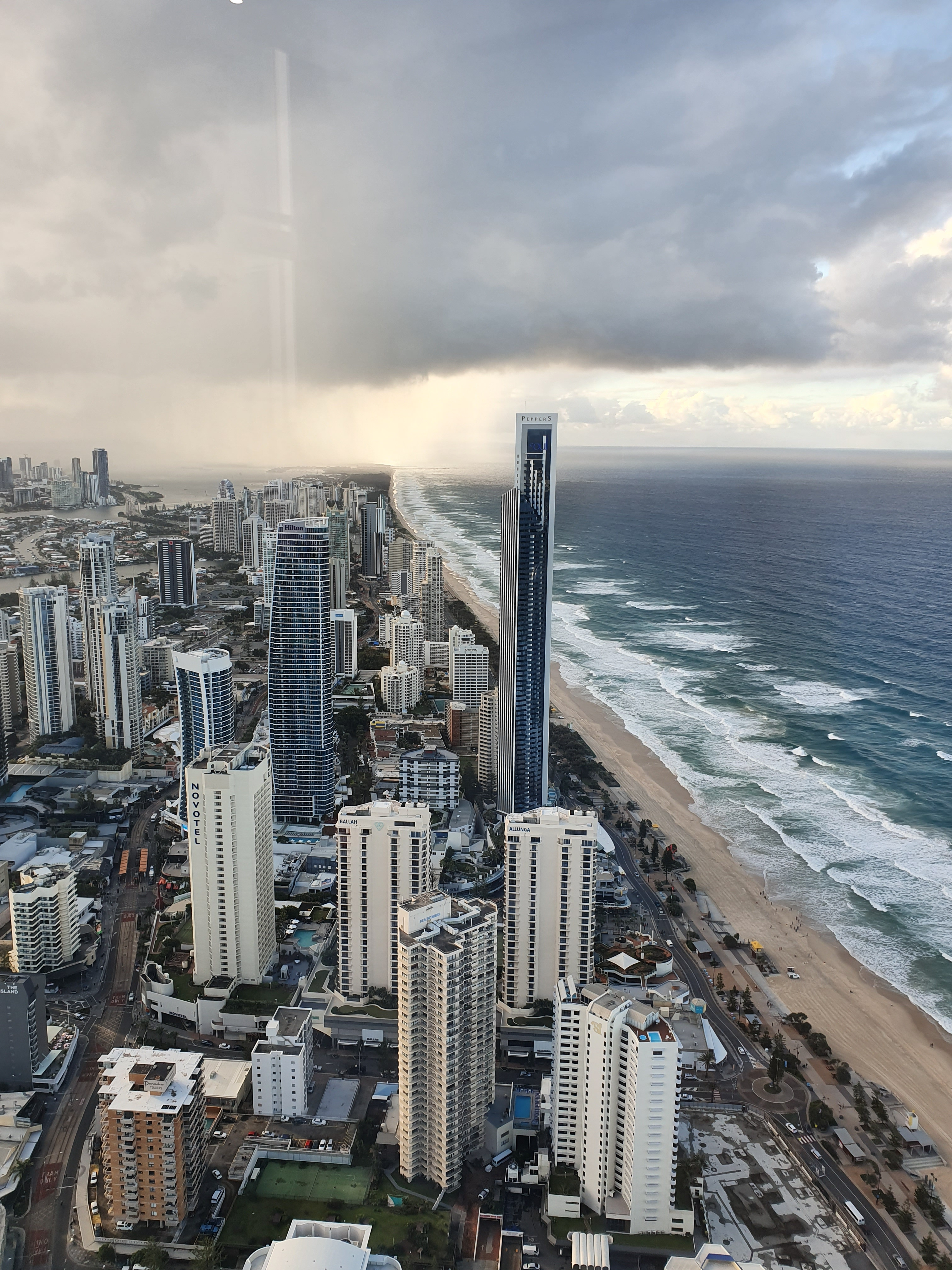
北面風景
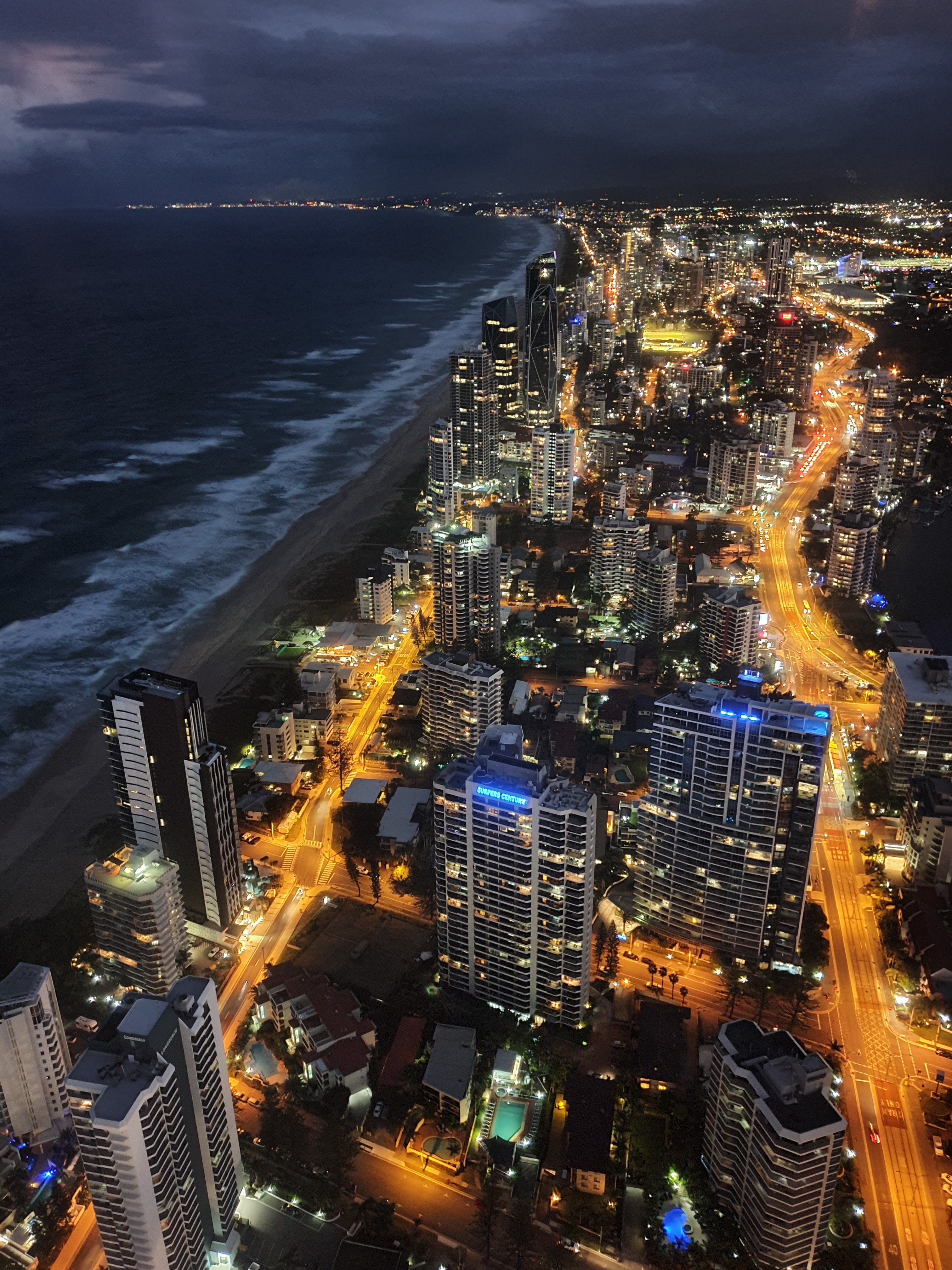
南面夜景
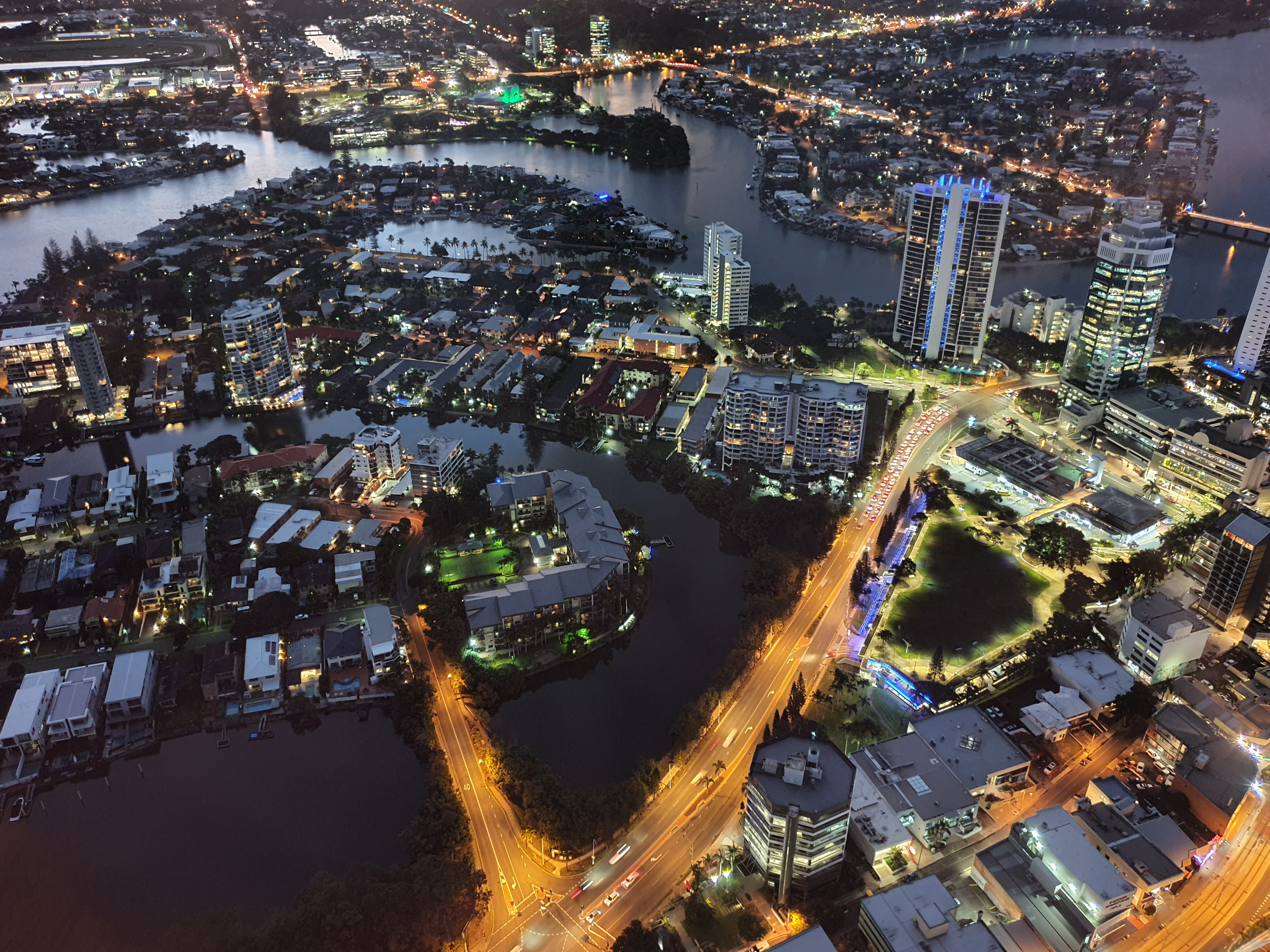
西面夜景
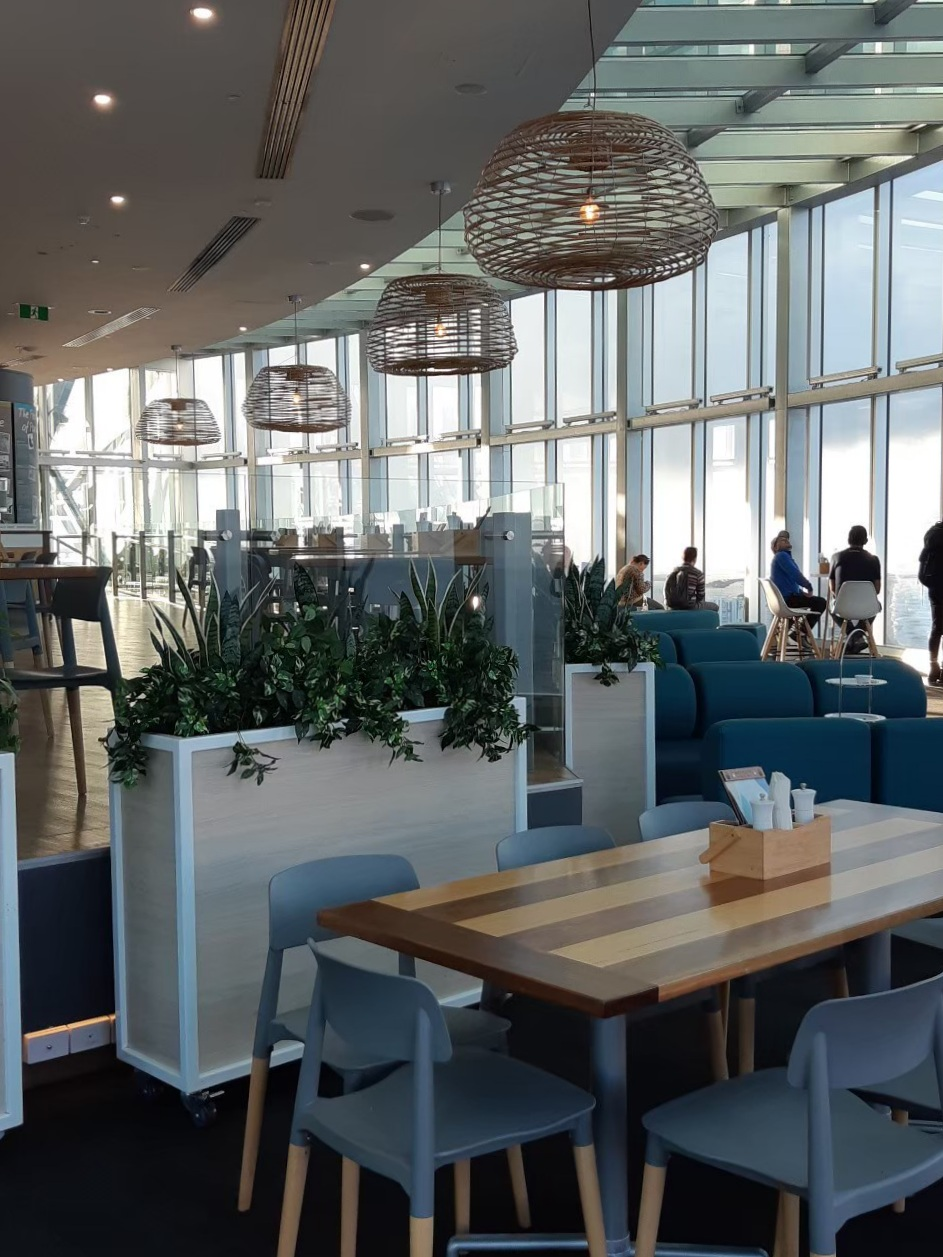
休閒酒吧